# Вајсвајл
Вајсвајл (њем. Weisweil) општина је у њемачкој савезној држави Баден-Виртемберг. Једно је од 24 општинска средишта округа Емендинген. Према процјени из 2010. у општини је живјело 2.124 становника. Посједује регионалну шифру (AGS) 8316049.

## Географски и демографски подаци
Вајсвајл се налази у савезној држави Баден-Виртемберг у округу Емендинген. Општина се налази на надморској висини од 174 метра. Површина општине износи 19,1 km². У самом мјесту је, према процјени из 2010. године, живјело 2.124 становника. Просјечна густина становништва износи 111 становника/km².

## Међународна сарадња
| Мјесто     | Држава    | Врста сарадње | Од    |
| ---------- | --------- | ------------- | ----- |
| Макањо     | Италија   | пријатељство  | 2000. |
| Диболсхајм | Француска | пријатељство  | 2000. |
| Извор      |           |               |       |